# 林芝野青茅
林芝野青茅（学名：Deyeuxia nyingchiensis）为禾本科野青茅属下的一个种。

## 扩展阅读
- 維基物種上的相關：林芝野青茅